# Anna Lisa Wärnlöf
Anna Lisa Wärnlöf, geborene Appelquist (* 15. März 1911 in Stockholm; † 5. September 1987 in Trosa), war eine schwedische Schriftstellerin, Übersetzerin und Kolumnistin, die insbesondere für ihre unter dem Pseudonym Claque veröffentlichten Jugendbücher bekannt wurde. 
Von 1936 bis 1939 war Wärnlöf bei der Zeitung Morgontidningen in Göteborg beschäftigt, von 1940 bis 1942 bei Göteborgs Handels- och Sjöfartstidning. Nach 1945 arbeitete sie beim Svenska Dagbladet als Kolumnistin unter dem Pseudonym Claque, das sie auch für die meisten ihrer Bücher verwendete. 1959 erhielt Wärnlöf für Pellas bok die Nils-Holgersson-Plakette. Mehrere ihrer Bücher wurden ins Deutsche übersetzt.

## Werke
- Mans gamman, 1949
- För läsarens skull, 1954
- Om Ni behagar: kåserier, 1957
- Pellas bok, 1958
- Skaffa julgran: kåserier, 1958
- Pellas andra bok, 1959
- Pella i praktiken, 1960
- Pojken en trappa upp, 1961
- Fredrikes barn, 1962
- Boken om Agnes, 1963
- Ingkvist, 1964
- Lennerboms: den fjärde boken om Pella, 1965

Übersetzungen ins Schwedische:
- Tomi i Tokyo, 1962 (Original: The cheerful heart von Elisabeth Janet Gray)
- De små ryttarna, 1965 (Original: The little riders von Margaretha Shemin)
- Jennifer och jag, 1968 (Original: Jennifer, Hecate, Macbeth, William McKinley, and me, Elizabeth von Elaine L. Konigsburg)